# 落叶瑞香
落叶瑞香（学名：Daphne bholua var. glacialis）为瑞香科瑞香属下的一个变种。

## 扩展阅读
- 維基物種上的相關：落叶瑞香